# ビッグバン (ドクター・フーのエピソード)
「ビッグバン」（原題: The Big Bang）は、イギリスのSFドラマ『ドクター・フー』の第5シリーズ第13話にして最終話。2010年6月26日に BBC One で初放送された。本作は6月19日に放送された前編「パンドリカが開く」との二部作であり、脚本はスティーヴン・モファット、監督はトビー・ヘインズが担当した。
前話の結末から続き、タイムトラベラーの異星人11代目ドクター（演:マット・スミス）は脱出不能の牢獄に捕らわれ、タイムマシンターディスはタイムトラベラーの考古学者リヴァー・ソング（演:アレックス・キングストン）を乗せたまま爆発の中心にあり、ドクターのコンパニオンエイミー・ポンド（演:カレン・ギラン）は婚約者ローリー・ウィリアムズ（演:アーサー・ダーヴィル）の複製オウトンに射殺されていた。宇宙は崩壊しつつあり、ドクターはタイムトラベルを使って諸問題を解決し、最終的に宇宙を再起動する。
本作はエイミーのキャラクター・アークと宇宙の裂け目にまつわるストーリー・アークのクライマックスに見えるが、モファットはわずかな物事については説明しないままを選んだ。本作の舞台は主に博物館で、大半のシーンは2010年2月にブラングィン・ホールで撮影された。イギリスでの「ビッグバン」の視聴者数は669万6000人で、Appreciation Index は第5シリーズ最高値の89を記録した。批評家からは主に肯定的にレビューされたが、多くはプロットの複雑な性質や、いくつかの面で意味があるかについて触れていた。本二部作は2011年ヒューゴー賞映像部門短編部門を受賞した。

## 製作

### 脚本
筆頭脚本家兼エグゼクティブ・プロデューサーのスティーヴン・モファットは第5シリーズのストーリー・アークを説明する際に「ビッグバン」を概説した。彼はストーリーを即興で作る余地を残し、かつその結果に満足していると述べ、本作を「狂っている」「素晴らしい」と表現した。彼は本作の原題 "The Big Bang" がエイミーとローリーがその夜にターディスで子どもを作ったという事実への『ドクター・フー』の下ネタであると主張しており、その事実は第6シリーズの「ドクターの戦争」で後に明かされた。どれほどエイミーがローリーに愛されているかを示し、そして彼女もどれほど彼を愛しているか気づいた「究極のロマンチックなジェスター」としてギランはローリーの不寝番を表現した。2000年間立ってエイミーを守り続けることは彼女を撃ったことへの埋め合わせになるとモファットは考えた。彼はエイミーとローリーが結婚することを当初から常に意図していたという。彼は本作の結末について、男が空から落ちてきて "すべてを直す "ことができると信じていたエイミーが、ドクターによりどれほど人生が変わったか、そして彼女の精神を最初に出会った少女に戻すドクターの成功の物語であると表現した。しかし、彼が約束を守らずエイミーは彼を嘘つきだと確信して育ったため、彼は戻ることができなかった。エイミーはドクターに対する元来の信頼を取り戻して結婚式で立ち上がり、ドクターが実在していてすぐに姿を現わすと予告した。本作はシリーズの最終回ではあるが、モファットはリヴァー・ソングの正体やターディスの画面に現れたサイレンスなど、第6シリーズで明かされる疑問を残した。
「ビッグバン」は先に放送された第5シリーズの複数の場面が故意に再度取り上げられた。本作の冒頭のシーンは「11番目の時間」の冒頭を反映する。ドクターが彼自身の人生を遡る際には、彼は当該エピソードでは描かれなかったものの「下宿人」に関連する出来事を目撃する。しかし、「肉体と石」の出来事の間のエイミーと彼との会話は当該エピソードでも描写されていた。そのシーンにおけるドクターは極端にカメラに近接した状態で映っており、「肉体と石」における当時のドクターが嘆きの天使に奪われたツイードのジャケットを着用している。
モファットはドクターが定期的に時系列から外れていて全く異なる種類の因果関係に使用されていることが面白いと感じ、宇宙を崩壊から救うためにドクターがズルをして自分のルールを破ろうとすることを信じた。本作で使用されるタイムトラベルは時間の流れは普遍的なものではなく過去・現在・未来は全て現実であるという仮説と互換性がある。本作にはドクターが冒頭でしたような数多くの時間跳躍が登場しており、モファットはそれが起こる前に視聴者が物事を理解できるようにすることで複雑化を防ごうと決めた。彼は冒頭の未来のドクターにトルコ帽とモップ身につけさせて注意を引き、その結果視聴者は後のドクターが出来事と繋がるそれらのアイテムを求めている姿を見ることとなる。モファットはトルコ帽の話を同僚のエグゼクティブ・プロデューサーであるピアーズ・ウェンガーとベス・ウィリスに持ち掛けた。両者はスミスがトルコ帽に愛着を抱きすぎて衣装に加えたがるのではないかと危惧したが、モファットはトルコ帽を劇中で破壊する予定であることを明かした。スミスがトルコ帽を脱げる数少ない人物の一人だと後にウェンガーは主張した。

### 撮影と効果

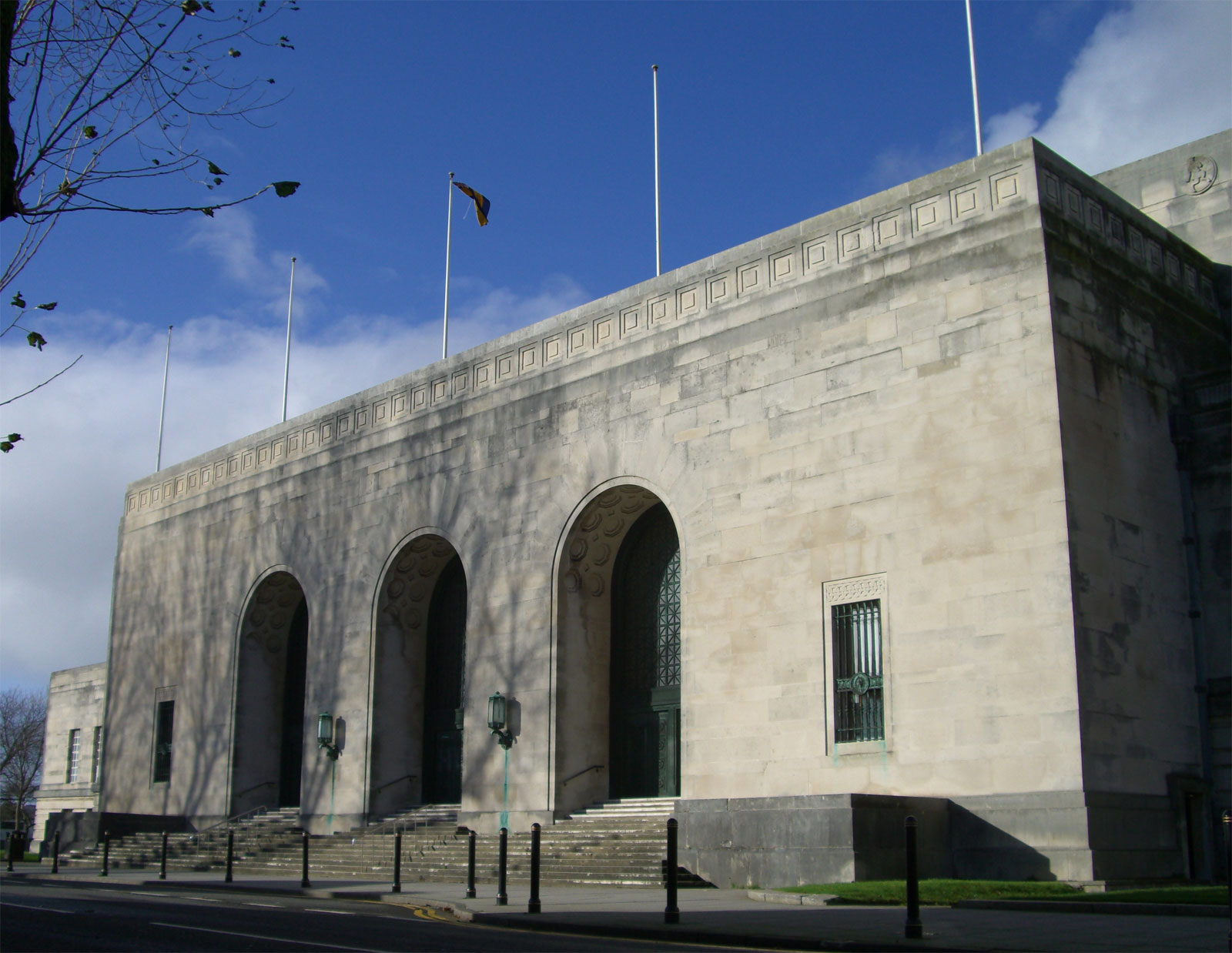
博物館の主なロケ地として使用されたブラングィン・ホール

「ビッグバン」の読み合わせは2010年1月13日に Upper Boat Studios で行われた。撮影は「パンドリカが開く」と共に第6製作ブロックで行われた。ドクターは歴史から存在が消える際に「肉体と石」と「下宿人」の時代を訪れており、これらのシーンは当該エピソードと共に撮影された。「ビッグバン」用に最初に撮影されたシーンは結末のシーンも含めターディスのセットで撮られたものであった。本作の冒頭でトルコ帽を着用した未来のドクターがローリーと向き合うシーンは、2010年2月5日にポート・タルボットのマーガム・カントリー・パークで撮影された。「ビッグバン」は第5シリーズの終わりに近い製作で撮影されたため、他のエピソードと小規模効果の予算は同様であったが、映画的照明で補償された。エンディングでターディスがタイム・ヴォルテックス中に姿を現わしたのは監督トビー・ヘインズのアイディアであった。
スウォンジーのブラングィン・ホールが博物館として使用された。ヘインズは博物館が巨大で不気味に感じられるようにしたく、また幼少期のエイミー（アメリア）役のケイトリン・ブラックウッドに「今を生きる」ように指導した。冒頭のアメリアのシーンは彼女の高さに合わせて撮影されており、これは人々が畏敬の念を持って物事を見るスティーヴン・スピルバーグの映画にインスパイアされたものである。ヘインズは「パンドリカが開く」の監督の際にもしたように、ブラックウッドが雰囲気に入り込めるようにその場に適切な音楽を流した。セットは昼間の典型的な展示物と共に撮影されたが、夜ということもあって不気味に見えるよう演出された。展示物にはナイル川のペンギンなど歴史の崩壊の結果として歴史の異常も起こっていた。ブラックウッドは「11番目の時間」でも7歳のエイミーとして出演したが、本作では初めて実際に従妹であるギランとブラックウッドが共演した。ギランは当初このことを「変だ」と思ったが、すぐに慣れたとコメントした。2人のエイミーは共に似た色の服を纏った。コールドオープンの終わりで、パンドリカの中に居たことが明かされたエイミーはアメリアに "Okay kid, this is where it gets complicated." と述べた。当初の撮影でギランが "really complicated." と発言したため、映像を確認してこれでは意味が変わってしまうと感じたモファットは撮り直しを指示した。博物館での撮影時間がなくなってしまったため、パンドリカを覗き込むショットは全て3週間後にパンドリカの部屋のセットで撮影された。

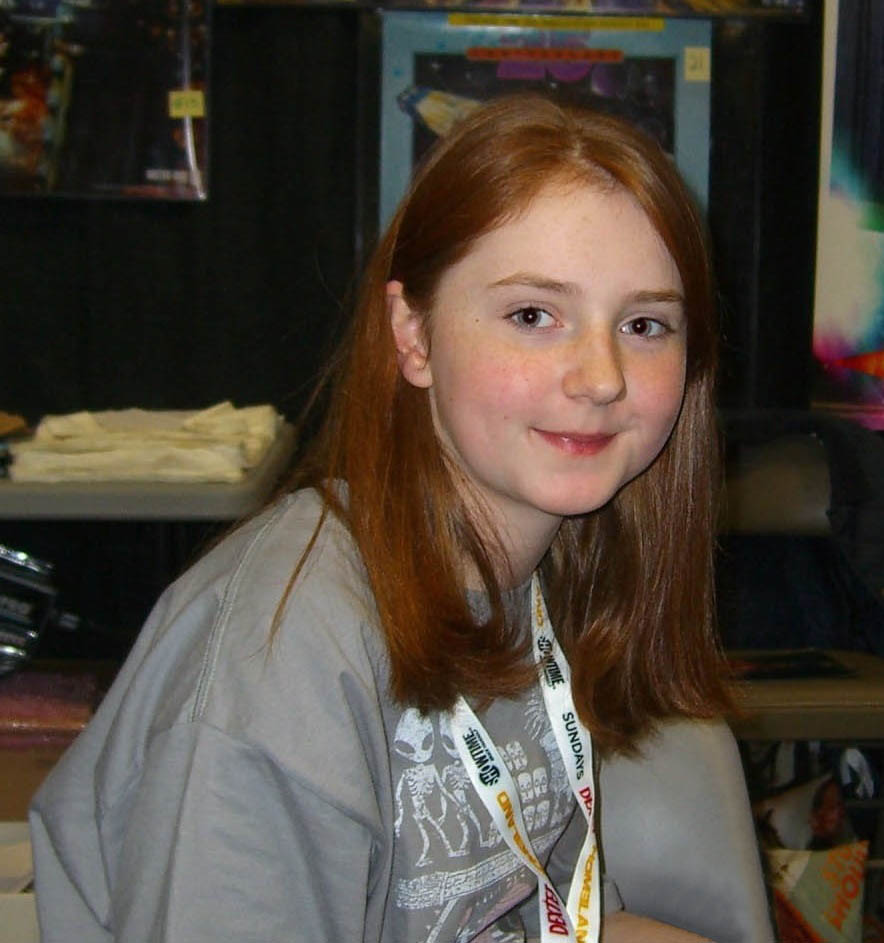
冒頭のシーンはケイトリン・ブラックウッドが演じた若いアメリアの高さで撮影された。

ローリーがドクターを外に出してから2人が話すシーンでは、ヘインズ自身の操作する石化したダーレクの1体が動き出す予定であった。しかし、このシーンは最終エピソードから削除された。ダーレクに撃たれた未来のドクターが博物館の階段を転げ落ちるシーンはスミスのスタント俳優が演じた。ヘインズの望むアングルが手に入るまで、彼が3回のスタントを行った。DVDコメンタリーでのヘインズ曰く、本作のショットはほとんどテイク1で収録された。本作のリヴァーの衣装は『スター・ウォーズ』シリーズのレイア・オーガナとハン・ソロのどちらにも似るように意図されており、それゆえに彼女は女性版ハン・ソロのように見える。
元々本作には4人が博物館で合流した後にエイミーが"メルトダウン"してローリーが安全を保障するシーンがあったが、ペースの問題でこのシーンは削除され、演技に満足していなかったダーヴィルは削除を喜んだ。ギランは、シリーズを通して積み上げてきたエイミーの物語のクライマックスが本作であり、あらゆる種類の集中と感情が要求されるため、自身にとって本作が最も難しかったと述べた。ドクターとエイミーの別れは撮影するのに最も感情を揺さぶるシーンだった、とも2011年8月に彼女は主張した。ドクターが若いアメリアに最後のスピーチをするシーンは、スミスとブラックウッドが同じセットで撮影したわけではない。スミスの台詞は寝室のセットで最初に撮影された一方、ベッドの角はブラックウッドの近接映像として撮り直された。撮影の間にブラックウッドは本当に眠りに落ちてしまった。エイミーとローリーの結婚式はミスキン・マナーで撮影された。ギランはドレスを着ることが奇妙に感じられた一方、ダーヴィルはエキストラを誰一人知らなかったため、他人の結婚式を門前払いしているような気分を味わった。ヘインズは結婚式でターディスが登場するという啓示を、グラスやシャンデリアの振動や音といった小さな変化で見せて、そこから積み上げていきたいと考えた。モファットは、エイミーが多くの踊りに満ちた大規模な結婚式を望むと考えた。台本ではドクターは酷いダンサー（"terrible dancer"）で酔っ払ったキリン（"drunk giraffe"）のように踊ったと書かれており、スミスは自分なりの酔っぱらいキリンダンスを考え出した。

## 放送と反応
イギリスでは「ビッグバン」は BBC One で2010年6月26日に午後6時5分から7時までの拡大版55分エピソードとして放送された。おそらく普段よりも早く始まったため、当夜の視聴者数は509万人で、うちBBC One が464万人、BBC HD のサイマル放送が44万5000人であった。BARBによる最終合計値は669万6000人で、うち BBC One が611万8000人、BBC HD が57万8000人であった。Appreciation Index は89で、第5シリーズおよびその日放送された四大チャンネルの番組で最高値を記録した。
「ビッグバン」は「ゴッホとドクター」「下宿人」「パンドリカが開く」と共にリージョン2のDVDとブルーレイディスクで2010年9月6日に発売され、同年11月8日には完全版第5シリーズDVDセットとして再発売された。日本語版DVDは2014年10月3日に『ドクター・フー ニュー・ジェネレーション DVD-BOX 1』に同梱されて発売された。

### 批評家の反応
「ビッグバン」は批評家から主に肯定的にレビューされた。SFXのリチャード・エドワーズは本作に5つ星中星5つを与え、「スティーヴン・モファットは先週の外遊の論理的結末のように感じさせるという驚くべき偉業を成し遂げた」と綴った。彼は世界の終焉というシナリオが非常に一般的であると指摘した一方、「これほど喜ばしいくらいに複雑なものはなかった」「たとえいくつかプロットに破綻があったとしても、物語がこれほど強い感情の壁を作っているときには、それを心配しすぎるのは難しい」と述べた。Den of Geek のサイモン・ブリューも本作を肯定的にレビューし、「もしシンプルで説明しやすい『ドクター・フー』のシーズンフィナーレの超大作を待っていたなら、単にここでそれを得ることはできなかった。そうでなくて、多くの場合非常に困惑するけれど、それでも最終的には遥かに満足する、とても野心的なものを探していた場合は、『ビッグバン』は絶対的にうってつけだ」と述べた。
IGNにマット・ウェールズは本作に10点満点で10点の評価を与え、「素晴らしく純真な、まさに魅惑的な冒険だ」「疑いようもない高調でシリーズが完結した」と表現した。The A.V. Club のケイス・フィップスは本作にB+の評価を与え、「完全には成功でなかった。クライマックスのアクションはやや急ペースすぎるし、エピローグはリラックスしすぎだ」と表現した。「それでも満足のいくレベルを超越していて素晴らしい瞬間に満ちてもいた」とした一方、彼は「先週の見事な『パンドリカが開く』の後では期待外れ」に感じられると述べた。Zap2itのサム・マクファーソンは本作の評価をAとし、「素晴らしいシーズンの素晴らしい結末」「全宇宙を救済するプロットはやや退屈であるものの、キャラクターたちのおかげでエピソードは史上最高のものになった」と述べた。しかし、彼はよりダークな「パンドリカが開く」の雰囲気を守ってほしかったと感じ、「ビッグバン」は調子が劣化しているとした。
ガーディアン誌のダン・マーティンは「フィナーレ見事だった。私たちの目の前で繰り広げられる現代の古典的なおとぎ話だ」と綴った。デイリー・テレグラフのギャヴィン・フラーは本作を「興味深くて楽しめるが、期待するような壮観な結末ではない」とした。彼は特に自分を犠牲にしてタイムラインを遡るマット・スミスのドクター描写を称賛し、宇宙崩壊の説明が効果的であると表現した。しかし、彼はプロットが困惑をもたらす可能性があると批判もした。また、本作でドクターが直面する諸問題に対して簡単に解決しすぎているという不満も彼は表明した。フラーは本作の解決法が因果のループに組み込まれていると綴ったが、ガーディアン紙のマーティンは本作が歴史の崩壊の中のいわば台風の目の中にいることを指摘してパラドックスを弁解した。
「パンドリカが開く」と「ビッグバン」は2011年ヒューゴー賞映像部門短編部門を受賞し、『ドクター・フー』のエピソードでは5回目、スティーヴン・モファットのエピソードでは4度目の受賞となった。2013年2月にモファットは「ビッグバン」が今までに書いた『ドクター・フー』のエピソードの中で個人的に気に入っていると述べ、「私はそれが見事で、楽しく、面白く、機知に富んだエピソードであると思う。私は誇りに思ったさ」と語った。